# Parallel Thread Execution
Parallel Thread Execution (PTX あるいは NVPTX) は、NVIDIAのCUDAプログラミング環境で使用されるGPU用の疑似アセンブリ言語である。nvccコンパイラは、C言語/C++の独自拡張であるCUDA C/C++で書かれたコードのうち、GPU上で実行されるデバイスコードをPTXに翻訳する。そしてグラフィックスドライバは、PTXをGPUのプロセッシングコア上で実行されるバイナリコードに翻訳するコンパイラを搭載している。中間表現であるPTXを利用することで、演算能力や機能 (compute capability: CC) および設計思想の異なるハードウェア上で共通して動作するCUDAプログラムを記述したり、ドライバが生成するバイナリコードを実行環境に応じて最適化したりすることが容易になる。

## レジスタ
PTXは、任意の大きさのレジスタセットを使用する。コンパイラからの出力は、ほぼ純粋な単一代入形式である。通常、連続したレジスタを参照する連続した命令列を伴っている。プログラムは以下の形式の宣言で始まる。
```
.reg
 
.u32
 
%r
<
335
>
;            // 符号なし32bit整数型の335個のレジスタを宣言する。

```

PTXは、最大で3つの引数を持つアセンブリ言語である。そして、ほとんど全ての命令は、命令が操作するデータのデータ型を（符号とデータ幅によって）明示するために命令の右にデータ型を並べて書く。レジスタ名は、先頭に%文字を付ける。そして、定数はそのまま書く。以下に例を示す。
```
shr.u64
 
%rd14
,
 
%rd12
,
 
32
;     // %rd12の符号なし64bit整数を32bit右シフトする。結果は%rd14に入る。

cvt.u64.u32
 
%rd142
,
 
%r112
;    // 符号なし32bit整数を64bitへ変換する。

```

プレディケートレジスタもある（命令を実行するかどうかを決める条件を格納するレジスタ）。しかし、シェーダーモデル1.0でコンパイルされたコードは、分岐命令のときだけプレディケートレジスタを使用する。条件分岐は以下のようになる。
```
@%
p14
 
bra
 
$label
;             // $labelへ分岐

```

setp.cc.type命令は、適切な型の2つのレジスタを比較した結果をプレディケートレジスタに格納する。set命令も存在する。set.le.u32.u64 %r101, %rd12, %rd28というコードは、もしも64bitレジスタ %rd12 が64bitレジスタ %rd28 よりも小さい、あるいは等しいならば、32bitレジスタ %r101 へ 0xffffffff を格納する。さもなければ、%r101は、0x00000000 を格納される。
疑似レジスタを意味する少数の定義済み識別子がある。他にも %tid, %ntid, %ctaid そして %nctaid は、それぞれスレッドのインデックス、ブロックの次元、ブロックのインデックス、そして、グリッドの次元を格納している。

## 状態空間
ロード (ld) とストア (st) 命令は、複数の明確な状態空間（メモリバンク）の一つを参照する。
例えば、ld.paramの場合、状態空間.paramを参照している。
8つの状態空間が存在する。
- .reg : レジスタ
- .sreg : 特別な読み取り専用のプラットフォーム固有のレジスタ
- .const : 共有された読み取り専用のメモリ
- .global : 全てのスレッドから共有されるグローバルメモリ
- .local : それぞれのスレッドだけに属するローカルメモリ
- .param : カーネル[4]に渡すパラメーター
- .shared : 1つのブロックの中の複数のスレッドの間で共有されるメモリ
- .tex : グローバルテクスチャメモリ（廃止予定）

共有メモリは下記のようにしてPTXファイルの中で宣言される。
```
.shared
 
.align
 
8
 
.b8
 
pbatch_cache
[
15744
]
; // 8バイト境界にアラインされた 15,744 bytes を定義する。

```

PTXでカーネル関数を書くことは、CUDA Driver APIを経由してPTXモジュールを明示的に登録することを要求する。このことは、CUDA Runtime APIとNVIDIAのCUDAコンパイラであるnvccを使うよりもやっかいなことになることが多い。GPU Ocelot プロジェクトは、CUDA Runtime APIのカーネル呼び出し機能と一緒にPTXモジュールを登録するAPIを提供したが、GPU Ocelot は、もはや積極的にメンテナンスされていない。